# Teorema fondamentale della teoria di Galois
In matematica, il teorema fondamentale della teoria di Galois è un teorema che mostra il legame tra gli intercampi di un'estensione di Galois e i sottogruppi del relativo gruppo di Galois.
Per descrivere esattamente l'enunciato del teorema è necessario definire due funzioni (che per comodità indicheremo con i e j), che sono l'esempio più classico di connessioni di Galois.

## Corrispondenze di Galois e proprietà elementari
Data un'estensione di campi M / K con gruppo di Galois G=Gal(M / K), definiamo i e j come segue:
- Per ogni intercampo L (cioè tale che K ⊆ L ⊆ M), poniamo i(L)=Gal(M/L), ossia il sottogruppo degli automorfismi di M che lasciano fissi gli elementi di L.
- Per ogni sottogruppo H di G, j(H), che classicamente è indicato con M H, è l'intercampo costituito dagli elementi di M lasciati fissi da tutti gli automorfismi di H.

Dalle definizioni è immediato provare che tali corrispondenze invertono le inclusioni, cioè se L 1 ⊆ L 2 sono due intercampi allora i(L 1) ≥ i(L 2), mentre se H 1 ≤ H 2 sono due sottogruppi allora j(H 1) ⊇ j(H 2). Inoltre, non è difficile notare che l'estensione M / K è di Galois se e solo se j(G)=M G è esattamente il campo K, mentre è sempre vero che i(K)=G, i(M)={1} e j({1})=M.

## Enunciato nel caso finito
Nella sua forma più classica il teorema afferma che, data un'estensione di Galois finita M / K con gruppo di Galois G=Gal(M / K), le corrispondenze di Galois sono l'una l'inversa dell'altra e dunque inducono una biiezione tra l'insieme degli intercampi di M / K e i sottogruppi del gruppo di Galois G. Inoltre tali corrispondenze invertono le inclusioni e l'indice relativo a due sottogruppi uguaglia il grado relativo agli intercampi corrispondenti, cioè se H 1 ≤ H 2 sono due sottogruppi allora [H 2 : H 1] = [j(H 1) : j(H 2)].
Un corollario di tale teorema afferma che, sempre nell'ipotesi che M / K sia un'estensione di Galois finita, le corrispondenze di Galois inducono una biiezione anche tra l'insieme degli intercampi L di M / K tali che L / K è di Galois e l'insieme dei sottogruppi normali di Gal(M / K)

## Dimostrazione
La dimostrazione del teorema fondamentale è non banale. Il punto saliente è un risultato di Emil Artin che permette di controllare il grado di una sottoestensione di campi conoscendo l'indice dei sottogruppi di Gal(M / K) che lasciano fissi tali campi.
Vi è anche una dimostrazione abbastanza semplice che usa il teorema dell'elemento primitivo. Questa dimostrazione sembra ignorata dai trattati moderni, forse perché richiede una dimostrazione diversa (ma facile) nel caso in cui i campi analizzati siano campi finiti.

## Esempio 1
Si consideri il campo M = Q(√2, √3) = Q(√2)(√3). Dato che M si ottiene aggiungendo al campo Q gli elementi √2 e √3 (che sono radici, in C, rispettivamente dei polinomi x2-2 ed x2-3, irriducibili su Q), il gruppo di Galois di M su Q, G = Gal (M/Q), è determinato dalle immagini di √2 e √3. Inoltre ogni tale automorfismo deve mandare √2 in una radice di x 2 -2, cioè in uno tra ±√2. Lo stesso ragionamento vale anche per √3 che quindi può essere mandato solo in uno tra ±√3. Non è difficile provare quindi che gli elementi di G sono:
1. l'automorfismo identico 1 (che ovviamente lascia fissi ±√2 e ±√3),
2. l'automorfismo f che scambia √2 e −√2 e lascia fissi ±√3,
3. l'automorfismo g che scambia √3 e −√3 e lascia fissi ±√2,
4. l'automorfismo fg=gf che scambia √2 e −√2 e √3 e −√3.

Abbiamo dunque che
{\displaystyle G=\left\{e,f,g,fg\right\},}

Reticolo dei sottogruppi di G e intercampi corrispondenti

e G è isomorfo al gruppo di Klein. Esso ha 5 sottogruppi, ognuno dei quali corrisponde tramite il teorema a un sottocampo di K.
- Il sottogruppo banale (contenente la sola identità) corrisponde a tutto M = Q(√2, √3).
- L'intero gruppo G corrisponde al campo di base Q.
- Il sottogruppo di due elementi {1, f} corrisponde all'intercampo Q(√3), dato che f fissa √3.
- Il sottogruppo di due elementi {1, g} corrisponde all'intercampo Q(√2), dato che g fissa √2.
- Il sottogruppo di due elementi {1, fg} corrisponde all'intercampo Q(√6), dato che fg fissa √6.

Si noti che il teorema ha come conseguenza anche che Q(√3), Q(√2) e Q(√6) hanno grado 2 su Q  e che non vi sono altri intercampi di M oltre a quelli elencati.

## Esempio 2
Diamo ora un semplice esempio di estensione non abeliana, cioè tale che il relativo gruppo di Galois è non abeliano.
Consideriamo un campo di spezzamento M del polinomio x3−2 su K = Q. È facile provare che M = Q (θ, ω), ove θ è una radice cubica di 2, e ω è una delle due radici cubiche primitive dell'unità. Per esempio, se richiediamo che M sia contenuto nel campo dei complessi, C, possiamo prendere come θ la radice cubica reale di 2 e come ω il numero
{\displaystyle \omega ={\frac {-1}{2}}+i{\frac {\sqrt {3}}{2}}.}
Si può mostrare che G = Gal (M/Q) ha sei elementi e che è isomorfo al gruppo simmetrico di tre oggetti. Si prova poi che G è generato da due automorfismi, f e g, che sono determinati dalle rispettive immagini di θ e ω,
{\displaystyle f(\theta )=\omega \theta ,\quad f(\omega )=\omega ,}
{\displaystyle g(\theta )=\theta ,\quad g(\omega )=\omega ^{2},}
e quindi:
{\displaystyle G=\left\{1,f,f^{2},g,gf,gf^{2}\right\}.}

Reticolo dei sottogruppi di G e intercampi corrispondenti

I sottogruppi di G e i corrispondenti intercampi sono i seguenti:
- l'intero gruppo G corrisponde al campo di base Q
- il gruppo banale {1} corrisponde all'intero campo M = Q (θ, ω).
- l'unico sottogruppo di ordine 3, {1, f, f2}, detto gruppo alterno di grado 3 (che in questo caso è isomorfo al gruppo ciclico con tre elementi), corrisponde all'intercampo Q(ω), che ha grado due su Q (il polinomio minimo di ω è x2 + x + 1), corrispondente al fatto che il sottogruppo ha indice due in G. Inoltre, questo sottogruppo è normale in G, il che corrisponde al fatto che Q(ω)/Q è un'estensione di Galois.
- Vi sono tre sottogruppi di ordine 2, precisamente {1, g}, {1, gf} e {1, gf2}, corrispondenti rispettivamente ai tre sottocampi Q(θ), Q(ωθ) e Q(ω2θ). Si noti che tali sottogruppi non sono normali in G e questo corrisponde al fatto che tali intercampi non sono di Galois su Q. Per esempio, Q(θ) contiene solo una radice del polinomio (irriducibile su Q) x3−2, e dunque non può essere normale su Q.

## Applicazioni
Il teorema converte le difficoltà nello studio della struttura degli intercampi di un'estensione di Galois nel problema più trattabile dello studio di un certo gruppo finito.
Per esempio, per provare che una generica equazione di quinto grado non è risolubile per radicali (vedi Teorema di Abel-Ruffini), per prima cosa si riformula il problema in termini di estensioni radicali (estensioni della forma F(α)/F, ove α è una radice n-esima di un qualche elemento di F), e quindi si usa il teorema fondamentale per convertire il problema iniziale in un nuovo problema di teoria di gruppi che si può risolvere facilmente (precisamente, si prova che un'equazione (su Q) è risolubile per radicali se e solo se il gruppo di Galois di tale polinomio è risolubile).
Teorie quali la teoria di Kummer e la teoria dei campi di classi si basano sullo studio del teorema fondamentale.

## Caso infinito
C'è anche una versione del teorema fondamentale che si applica alle estensioni di Galois algebriche infinite M / K. Esso coinvolge la definizione di una struttura di gruppo topologico sul gruppo di Galois Gal(M/K), la topologia di Krull. Si prova poi che con tale topologia Gal(M / K) è un gruppo profinito.
Il teorema fondamentale nella versione infinita afferma che le connessioni di Galois inducono una biiezione tra l'insieme degli intercampi e l'insieme dei sottogruppi di Gal(M / K) che sono chiusi rispetto alla topologia di Krull.
Si può notare dunque che, in generale, le connessioni di Galois non inducono più una biezione tra l'insieme degli intercampi e l'insieme di tutti i sottogruppi di Gal(M / K).